# مقاطعة برازوريا (تكساس)
مقاطعة برازوريا (بالإنجليزية: Brazoria  County)‏ هي إحدى المقاطعات في ولاية تكساس، الولايات المتحدة الأمريكية، يبلغ عدد سكانها 313,166 نسمة طبقا لإحصاء عام 2010 .

موقع المقاطعة في ولاية تكساس

## أعلام
- جيمس باتون
- أندرو فيلبس ماكورميك